# Carles Santos Ventura
Carles Santos Ventura (Vinaroz, Castellón; 1 de julio de 1940-ibidem; 4 de diciembre de 2017) fue un artista polifacético,
pianista, compositor, escritor y performista español.

## Biografía
Empezó a estudiar música de muy pequeño —a los cinco años ya tocaba el piano—. Posteriormente estudió en el Conservatorio Superior de Música del Liceo de Barcelona, donde destacó como alumno. Continuó los estudios en París, con los maestros Magda Tagliaferro, Février, Casadessus, y Marguerite Long; y más tarde en Suiza, como alumno de Harry Datymer. En 1961 empezó a actuar como pianista, interpretando obras de Béla Bartók, Schönberg y Webern. 
En 1968 se trasladó a los EE. UU., donde conoció a músicos de vanguardia como John Cage, cuya marcó mucho su estilo, su actitud y su estética posteriores, que paseó como intérprete por escenarios de todo el mundo. 
En los años setenta fundó, junto con Josep Maria Mestres Quadreny, el Grupo Instrumental Catalán (GIC). Durante esta época conoció a Pere Portabella, con quien empezó a trabajar en el cine, como compositor, intérprete, guionista e incluso realizador. 
A lo largo de su carrera recibió varios encargos especiales, como la música del espectáculo Concert Irregular, de Joan Brossa, como conmemoración del 75 aniversario del nacimiento de Joan Miró. También compuso y dirigió las fanfarrias de la ceremonia inaugural de los Juegos Olímpicos de Barcelona 1992, así como la Fanfarria para 2001 músicos para la inauguración de la Bienal de las Artes de Valencia. 

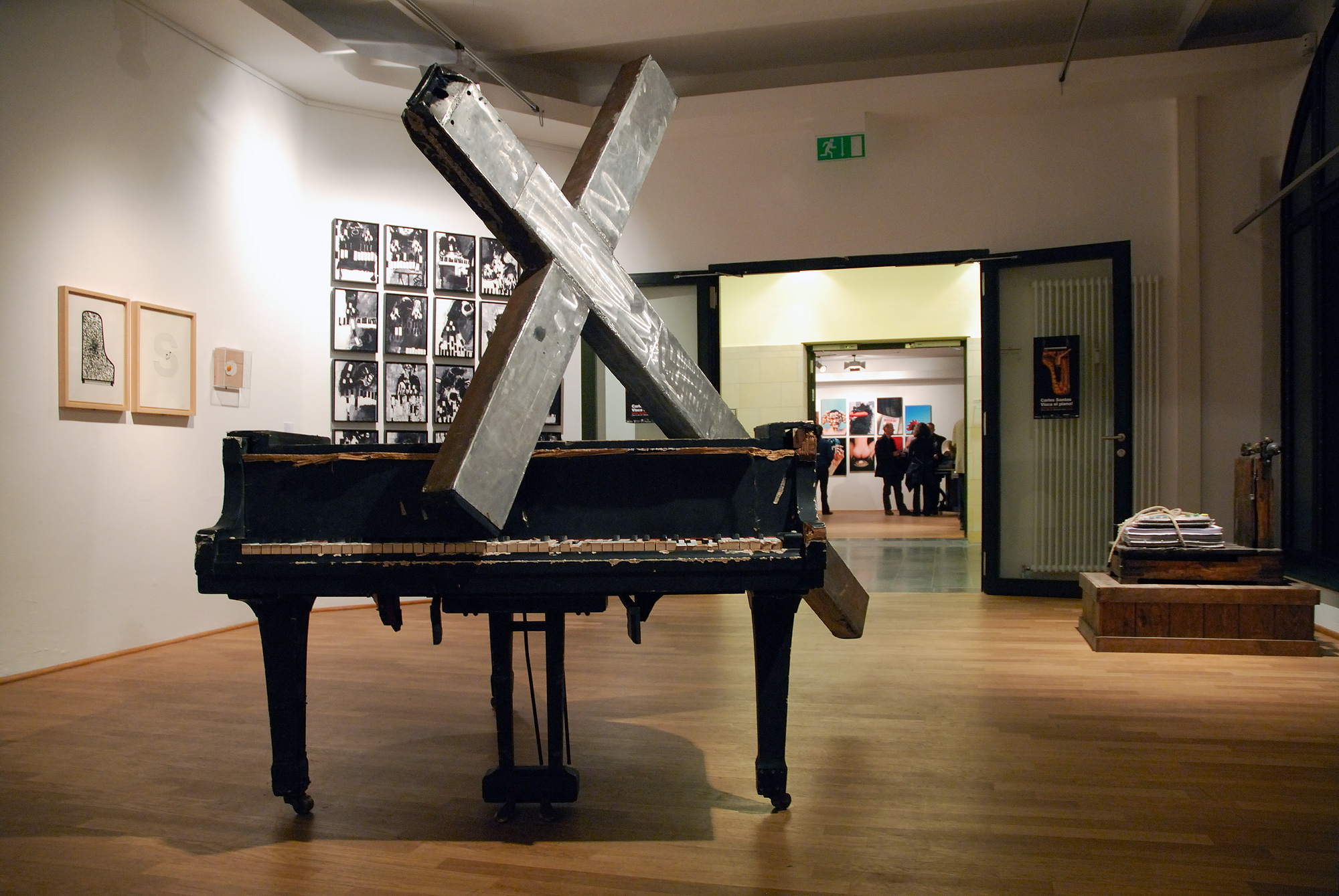
Exhibition I-Cervantes Berlín 'Visca el piano!' 2007.

Recibió varios premios y condecoraciones, como el Premio Nacional de Composición de la Generalidad de Cataluña (1990); el Premio Ciudad de Barcelona de la Música (1993); el Premio Ciudad de Barcelona a la Proyección Internacional (1996); la Creu de Sant Jordi (1999), y varios premios MAX por sus espectáculos escénicos. Fue galardonado con el Premio Nacional de Música 2008 en la categoría de Composición.
Además de su producción musical, cinematográfica y escénica, Carles Santos también es creador de una importante obra plástica, principalmente fotográfica. 
Fue el artista invitado en la 12.ª Feria Mediterrania de Manresa de 2009.
El Ayuntamiento de Vinaroz, el 17 de agosto de 2003, le concedió, como reconocimiento a su trayectoria artística, su nombre a una calle del municipio en el que residía.
En 2011 fue el artista invitado en El Viñedo de los Artistas de Mas Blanch i Jové en Pobla de Ciérvoles, Lérida, dejando La Sargantaneta, su barca, navegando encima de una encina.
Falleció el 4 de diciembre de 2017 en su localidad natal, en Vinaroz, Castellón, a causa de un cáncer.